# Povijest Splita
Split je drugi najveći grad u Hrvatskoj i najznačajnije političko, društveno, kulturno i gospodarsko središte Dalmacije. Grad je sjedište splitsko-dalmatinske županije, Hrvatske ratne mornarice i nadbiskupije. Dan grada Splita slavi se 7. svibnja, na dan gradskog patrona sv. Dujma. Split je proslavio 1700 godina svoga postojanja, a kao nadnevak za jubilej uzima se godina početka gradnje Dioklecijanove palače (295.). Međutim, arheološki nalazi potvrđuju da je na mjestu današnjeg grada postojalo još starije ilirsko i grčko naselje.
Grad Split utemeljen je kao grčka kolonija Aspálathos (Aσπάλαθος) u 3. ili 2. stoljeću pr. n. e. Postao je važna naseobina oko 650. godine kad je preuzeo primat od Salone, do tad glavnog grada rimske provincije Dalmacije - nakon razaranja Salone od Avara i Slavena dobro utvrđena Dioklecijanova palača je naseljena od rimskih izbjeglica. Split tada postaje Bizantski grad da bi kasnije polako prešao pod sferu utjecaja Mletačke Republike i Kraljevine Hrvatske, dok je Bizant zadržao samo nominalnu vladavinu.
Tijekom srednjeg vijeka Split je bio autonomna komuna, često mijenjajući vrhovne gospodare u borbi za prevlast nad dalmatinskim gradovima između Venecije i Kraljevine Ugarske. Od 1420. do 1797. godine bio je pod vrhovništvom Mletaka, a tijekom 16. i 17. stoljeća bio je izložen osmanskim napadima. Zaleđe je osigurano od Osmanlija nakon Morejskog rata 1699. g., a poslije pada Mletačke Republike (1797.), Split dolazi prvo pod austrijsku, zatim kratkotrajnu francusku, a potom 1815. godine ponovno pod austrijsku vlast u sastavu koje ostaje, kao dio Kraljevine Dalmacije i nakon preustroja u Austro-Ugarsku, u austrijskom dijelu monarhije, do 1918. godine.
Nakon raspada Austro-Ugarske monarhije, zajedno s većim dijelom Dalmacije, združio se s Hrvatskom u sastavu Kraljevine SHS (Jugoslavije). Veći razvitak grad ostvaruje nakon Prvog svjetskog rata, ponajviše zbog statusa glavne luke Kraljevine Jugoslavije, jer su se Zadar, Rijeka i Pula nalazili pod talijanskom upravom, a hrvatski gospodarstvenici iz tih triju gradova kao i iz Trsta su nakon raspada Austro-Ugarske prebacili svoje poslove u Split.
Za vrijeme Drugog svjetskog rata grad su aneksirali Talijani da bi ga odmah nakon kapitulacije Italije 1943. g. oslobodili partizani. Ponovo su ga okupirali Nijemci koji su ga ustupili svojoj marionetskoj tvorevini NDH. Grad je konačeno oslobođen 1944. i uključen je u sastav SFRJ, kao dio Socijalističke Republike Hrvatske nakon čega doživljava intenzivniji gospodarski, urbanistički i populacijski razvoj. Nakon raspada Jugoslavije i Domovinskog rata Hrvatska je proglasila neovisnost pa Split 1991. postaje dijelom suvremene demokratske Republike Hrvatske.

## Pretpovijest
Najstariji tragovi naselja na području grada Splita su nađeni na gradskom predjelu Gripe gdje su pronađeni bakreni i zlatni predmeti iz bakrenog doba (kraj 3. tisućljeća pr. Kr.). Također, na području uvale Kašjuni, koja se nalazi na južnoj strani Marjana, otkriveni su ostatci pretpovijesne utvrde.

## Stari vijek
Predio Splita na kojemu je poslije podignut starorimski Spalatum, nastao prije Palače, naziva se Manuš. Smatra se da je ponio ime po "ilirskom, odnosno grčkom, plemenu Manejcima".
Novija arheološka istraživanja na nekoliko lokacija u širem središtu grada potvrđuju teoriju da se na ovom području i prije gradnje Dioklecijanove palače (295. – 305.godine), nalazilo urbano naselje. Među brojnim nalazima ističu se sakralni objekti, amfiteatar i luka na sjevernoj strani Marjana. Moguće je da je tu bila smještena jedna od grčkih kolonija, a zbog povoljnog zemljopisnog položaja vjerojatno i prethodno ilirsko naselje. Zabilježen je grčki toponim Aspalathos, koji se objašnjava imenom neke ljekovite biljke ili brnistre (žuke), dok je na znamenitoj Tabuli Peutingeriani (4. st.) zapisano ime Spalato. Još 1897. je povjesničar i arheolog Luka Jelić zaključio da je na toj lokaciji postojalo to naselje, Spalatum. Do zakljuka je došao prema nalazima arhitekture i grobova iz 2. ili početka 3. stoljeća, pronađenima za vrijeme iskapanja usjeka željezničke pruge kod ljetnikovaca Bulat i Thara te kod vinograda Girometta. Stava je bio da mu je jezgra bila na Manušu, uz cestu je iz Solina (onda Salone) vodila u splitsku uvalu. Pokazalo se poslije da je doista na Manušu i Dobrome, s obje strane Solinske ceste (danas Ulice Domovinskog rata i sjevernog dijela Livanjske), ima ostataka arhitekture i grobova koji se mogu datirati u razdoblje od I. do VI. stoljeća. U sljedećim istraživanjima otkrilo se je unutar tradicijskih kuća temelje i donje dijelove zidova kasnoantičkih građevina, što je dalo nove podatke o rasprostiranju i urbanističkoj shemi Spalatuma. Na prijelazu 20. u 21. stoljeće pronašlo se na Manušu ostatke za koje se je mislilo iz prve da je odeon ili amfiteatar, zbog nalaza krstionice, a po pokretnim nalazima datirali su u 1./2. stoljeće. 2013. godine istraživalo se zapadno od te lokacije, ispod Ulice Domovinskog rata. Ustanovilo se da se kružni zidovi nastavljaju dalje ka istoku pa se onda pretpostavilo da nije teatar, nego amfiteatar. Rane jeseni 2020. otkrilo se da je to veliki kasnoantički macellum, t.j. zatvorena tržnica živežnih namirnica, što osim zemljišnih nalaza i zidina, govore pokretni nalazi. Ne može se s pouzdanošću datirati, ali se pretpostavlja da bi inicijator gradnje spalatumskog macelluma mogao biti baš car Dioklecijan.
Godine 295. na južnoj strani splitskog poluotoka uz obalu, a nedaleko od Salone, provincijskog središta provincije Dalmacije, dao je rimski car Dioklecijan sagraditi monumentalnu palaču kako bi u njoj proveo umirovljeničke dane ( vidi više pod Dioklecijanova palača). Krajem 4. stoljeća u njoj se spominje radionica sukna za potrebe vojske (gynaeceum). Dioklecijanova palača najveća je i najbolje sačuvana kasnoantička palača na svijetu. Istočni i zapadni zid dugački su 216 m, južni 181 m, a sjeverni 175 m. U sjevernom dijelu palače bila je smještena posluga i vojska dok su južno bile same careve odaje. U upotrebi je bio vodovod koji dovodi vodu s izvora rijeke Jadro, a koristi se jednim dijelom i danas. Najnovija od teorija tvrdi da Dioklecijanova palača nikad nije bila samo mjesto za odmor, nego prava tvornica za preradu vune. Godine 480. u palači je otrovan posljednji zakoniti car Zapadnog Rimskog Carstva Julije Nepot (često navođeni Romul Augustul 'vladao' je samo Italijom). Jedna ulica današnjega Splita nosi njegovo ime. Danas su od kompleksa sačuvane zidine, 4 vrata (Zlatna - Porta Aurea, Srebrna - Porta Argentea, Željezna - Porta Ferrea i Mjedena - Porta Aenea), carev mauzolej (danas Katedrala sv. Dujma), kutne kule, Jupiterov hram ili Hram svih bogova, središnji trg - Peristil, te neposredno na jug od Peristila, Vestibul.
Palača je povremeno bila i utočište visokih carskih dostojanstvenika. Godine 424. tu je bila prognana Galla Placidija, kći cara Teodozija, a tu se 461. nastanio i Marcelin, koji se proglasio za kralja Dalmacije. Godine 480. u palači je ubijen posljednji zakoniti car Zapadnog Rimskog Carstva Julije Nepot.
Arheolozi su 1954. pronašli pod vodstvom dr. Duje Rendića-Miočevića dio bazilike iz 5./6. stoljeća na lokalitetu Ad basilicas pictas. 
Konzervatori i arheolozi smatraju da je na prostoru buduće bazilike pogubljen neki veliki mučenik s područja Splita. Sv. Dujam, sv. Staš i sv. Feliks nisu, a moguće je, da bi to mogao biti Kasijan, što neki autori izvode iz toponima Sukoišan.
Ovo je područje preživjelo avarsko-starohrvatsko razaranje Salone, kako je zabilježio Toma Arhiđakon u svojoj kronici. Preživjele dvije kršćanske crkve i krsni zdenac srušili su osmanski napadači.

## Srednji vijek
Kada je zbog opasnosti od slavensko-avarskih provala, stanovništvo Salone oko 640. napustilo taj grad, jedan dio njih naselio se među sigurnije zidine drevne palače, što označava početak razvoja srednjovjekovnog grada. Prema splitskoj kronici, izbjegli Salonitanci uselili su se u Palaču pod vodstvom Severa Velikog.
U otprilike to vrijeme, prema predaji prvi je splitski nadbiskup Ivan Ravenjanin (8. stoljeće) pretvorio carev mauzolej u crkvu čisteći ga od poganskih znakova i tu je prenio relikvije kršćanskih mučenika sv. Dujma i sv. Anastazija. Istodobno, Jupiterov hram pretvoren je u krstionicu, dio stražarskog mjesta na sjevernim zidinama poviše ulaza u crkvicu sv. Martina, a provedeni su i daljnji urbanistički zahvati unatar palače kako bi postala pogodna za život građana. Prvotno stasnovništvo grada naselilo se u podrumskim prostorijama palače, dok su odličnici zauzeli kule i gornje carske odaje. Splitski kroničar Toma Arhiđakon (o.1200. – 1268.) zabilježio je da je Sever Veliki ustupio jugoistočnu kulu splitskom nadbiskupu. 
Split je po doseljenju Hrvata, ostao romanski grad, a veći stupanj pohrvaćenja bilježi od 11. stoljeća kada brojni gradski odličnici imaju hrvatska imena.
Godine 803. Split zajedno s bizantskom temom Dalmacijom i Hrvatskom pada pod franačku vlast, ali se već 812. mirom u Aachenu vraća pod vlast Bizanta. Tijekom ranog srednjeg vijeka Split je bio uglavnom u sastavu bizantske teme Dalmacije, a povremeno je dolazio i pod kontrolu hrvatskih knezova i kraljeva.
U 10. stoljeću održani su u Splitu ključni crkveni sabori, na kojima je potvrđena odluka o crkvenom preustroju Dalmacije i Hrvatske. Tom prilikom je splitski nadbiskup uzvišen na status metropolita čitave Crkve području bizantskog temata, ali i Kraljevstva Hrvatske.
Provincijska crkvena sinoda održana je 1185. "kod oslikanih bazilika".
Od 11. stoljeća, bizantsku vlast u Splitu nastavljaju različiti vladari (normanski, ugarski, mletački), a grad sve do 15. stoljeća djeluje kao samostalna komuna, s vlastitim Vijećem i gradskim Statutom iz 1312. godine i pravom kovanja novca. Statut grada Splita i Libro d`oro ili Zlatna knjiga čine jedinstvenu cjelinu i dragocjeno su vrelo za upoznavanje pravno-političkog i uopće društvenog života grada od 13. stoljeća do propasti Mletačke Republike 1797. godine. Prvi statut nazvan Capitularium iz 1240. godine nije se sačuvao. Sastavljen je za prvog potestata Gargana de Arscindisa, koji je pozvan iz Ankone za gradonačelnika po ideji Tome Arhiđakona. Novu kodifikaciju splitskog prava načinio je Perceval, sin Ivana, iz Ferma, također iz talijanske regije Marche 1312. godine i pisan je kako je tada bilo uobičajeno u Europi, latinskim jezikom. Postoje razni prijepisi. U periodima ugarske vlasti nad gradom, dužnosti gradskog kneza obnašaju različiti članovi istaknutih hrvatskih velikaških obitelji. Na poluotočiću zapadno od Gradske luke se u srednjem vijeku nalazio benediktinski samostan sv. Stipana pod borima (San Stephanus de Pinis, sub pinis). Po istome je taj poluotočić i nazvan - Sustipan. Najpoznatiji zaređenik tog samostana je bio sin hrvatskog kralja Dmitra Zvonimira, Stjepan. Osnivač tog samostana je bio splitski nadbiskup Lovre, inače prijatelj kralja Zvonimira. Izvori spominju ovaj samostan prvi put 1020.
Godine 1105. hrvatsko-ugarski kralj Koloman zadobio je vlast nad dalmatinskim gradovima, uključujući i Split te im je podijelio privilegije, koje su sačuvane na primjeru Trogira. Tim privilegijem priznata je Splitu sloboda u upravi grada i oslobođenje od danka za slobodno uživanje svojih posjeda na hrvatskom teritoriju. Privilegije su Splićanima potvrđivali i kasniji ugarski kraljevi (Andrija II. 1207., Gejza II. 1142. itd.).
Godine 1164. potpao je Split pod bizantsku vlast. U to vrijeme u Carigradu je vladao moćni car Emanuel I. Komnen (1143. – 1180.) koji je osvojio značajan dio Balkanskog poluotoka, uključujući i Hrvatsku s Dalmacijom. Carski namjesnik za Hrvatsku i Dalmaciju bio je od 1171. godine carev rođak, sebastos Konstantin s titulom "vojvoda čitavog kraljevstva dalmatinskoga i hrvatskoga", a stolovao je u gradu Splitu.
Godine 1169. Split je sklopio savez s Pizom kojim se građanima oba grada garantira reciprocitet u sigurnopsti i zaštiti, a 1192. godine ugovor mira i prijateljstva s gradom Piranom u Istri.
Poslije smrti cara Emanuela Komnena 1180. godine, vratila se čitava Dalmacija i Hrvatska pod vlast hrvatsko-ugarskog kralja Bele III. (1172. – 1195.). Split se opirao ponovnom vraćanju pod ugarsku vlast, zbog čega mu kralj Bela III. nije potvrdio stari privilegij i nije mu dozvolio da bira nadbiskupa po svojoj volji.
Tijekom pohoda prema Svetoj zemlji, križari na čelu s hrvatsko-ugarskim kraljem Andrijom II. zaustavili su se 1217. godine kod Splita. Splićani su svećano dočekali kralja i dali mu dvije galije za prijevoz križarske vojske do Drača.
Godine 1242. Mongoli opsjedaju Split koji je pružio utočište kralju Beli IV. Kralj je u znak zahvalnosti gradu Splitu donirao novac za gradnju zvonika splitske katedrale.
Tijekom 13. stoljeća splitski je nadbiskup dobio jurisdikciju nad cijelim Kraljevstvom Dalmacije i Hrvatske (primus Dalmatiae et Croatiae). Naslov primasa zadržava do 1828. godine kada je splitska Crkva degradirana na rang biskupije.
U 13. stoljeću Split često vodi ratove protiv Trogira i Omiša (omiški gusari), a u sukobu je i s kraljem. Godine 1312. Split je ozakonio gradski statut kojim je regulirao sve osnovne vidove života grada.
Godine 1327. Split pada pod mletačku upravu koje se riješava 1357. godine pobunom uz pomoć kralja Ludovika I. Anžuvinca koji je poveo koaliciju protiv Mletačke Republike. 
Godine 1348. Split je poharala kuga. Za vrijeme epidemije umrla su dva nadbiskupa Dominik i Ivan kao i mnoštvo građana.
Borbe oko prijestolja između kralja Žigmunda Luksemburškog i njegova protukandidata Ladislava Napuljskog, rezultirali su 1409. godine Ladislavovim prepuštanje prava na Dalmaciju Veneciji za iznos od 100.000 dukata. Taj ugovor poslužio je duždu kao izlika za pokretanje osvajačkog pohoda na Dalmaciju.
Suočeno za mletačkom ofanzivom, splitsko Veliko vijeće je 26. lipnja 1420. godine odlučilo je predati grad Veneciji. Mlečani su desetljeće kasnije izgradili tzv. mletački kaštel na zapadnom dijelu splitske obale u koji je bila smještena vojna posada.

## Novi vijek

### Pod Mlecima
Od 15. stoljeća do pada Mletaka 1797. godine, Split se zajedno s cijelom Dalmacijom nalazio je pod mletačkom vlašću.
Prve provale Turaka na splitsko područje bilježe se već od početka 16. stoljeća. Kako su za vrijeme turskih osvajanja, dijelom splitskog zaleđa zavladali su Osmanlije, Split se počeo razvijati kao grad na granici i kao uvozno-izvozna luka (krajem 16. stoljeća osnovan je lazaret i splitska skela).
U doba renesanse Grad je bio značajno kulturno središte u kojem je djelovao jedan od prvih hrvatskih književnika, pisac Marko Marulić (1450. – 1524.), autor poznatog epa Judita. Splitski humanistički krug, koji se okupljao u Papalićevoj palači, činili su uz Marulića, Frane Božičević-Natalis, Nikola Matulić Alberti, Bernard Zanne, Jerolim Papalić i Jerolim Ćipiko.
Za vrijeme Ciparskog rata, Turci su 1571. godine napali sam grad, ali bili su odbijeni (sljedeće godine kuga je poharala grad ostavivši svega 400 ljudi sposobnih za oružje).
Godine 1579. Venecija je proglasila Split "slobodnom izvoznom lukom Balkana", a splitski Židov Danijel Rodrigo predlaže gradnju skele s lazaretom i osniva 1592. godine prvu banku.
Godine 1608. epidemija kuge usmrtila je 2/3 građana (umrlo 2700 građana, a ostalo ih 1045. (otvoreno kužno groblje na Sustipanu).
Tijekom Kandijskog rata mletačka vojska i Splićani osvojili su 1648. godine tvrđavu Klis, ključno strateško uporište u srednjoj Dalmaciji. Međutim, ni tada ne prestaje osmanlijska prijetnja, jer Turci 1657. godine u tri navrata napadaju Split i zauzimaju nedovršenu tvrđavu Gripe, koju su građani uspjeli preoteti.

### Pod Austro-Ugarskom i Napoleonom
Padom mletačke vlasti 1797. godine, grad privremeno dolazi pod austrijsku upravu, dok je od 1805. do 1813. godine Splitom je, kao i cijelom Dalmacijom, vladala napoleonska Francuska. Uspomena na kratkotrajnu vlast Francuza u Splitu je prva suvremena ulica, danas Marmontova, nazvana po francuskom maršalu Augustu Marmontu i marjanski vrh Telegrin. Nakon Napoleonova poraza, Dalmacija je pripala habsburškoj Austriji. 
Prvu tvornicu likera u Splitu osnovao je Antonio Dalbello 1849. godine.
Nakon Austro-ugarske nagodbe 1867. godine i stvaranja dvojne monarhije, Dalmacija i Split su pripali austrijskom dijelu Monarhije. Split je bio jedno od žarišta borbe autonomaša i narodnjaka koji su se zalagali za sjedinjenje Dalmacije s ostatkom Hrvatske. Narodni preporod u Dalmaciji počeo je u Splitu 1861. godine i proširio se na cijelu pokrajinu.
U jeku ovih borbi na vlast u Splitu 1860. godine dolazi autonomaš Antonijo Bajamonti. Split je u to vrijeme bio iznimno zapušten grad te je vapio za revitalizacijom. Antonijo Bajamonti, inače iznimno liberalan i demokratičan, vidio je u tome svoj poziv i priliku. U svojoj dvadesetogodišnjoj vladavini, uveo je brojne inovacije u gradske institucije. Jedna od prvih akcija koje je pokrenuo bilo je otvaranje štedionice koja je trebala pomagati najpotrebitijima u gradu. Uveo je potpunu transparentnost u općinsko djelovanje. Posebno se zalagao na polju obrazovanja širega puka te je poticao otvaranje čitaonica.
Bajamontijev doprinos gradu Splitu je velik. Dolaskom na vlas Bajamonti je odmah krenuo u obnovu i izgradnju centra grada. Izgradio je brojne građevine koje i danas pridonose vizuri Splita. Na zapuštenom Marmontovom perivoju dao je izgraditi monumentalni sklop građevina oko središnjeg trga poznatog pod imenom Prokurative. Arhitektonska cjelina trebala je odisati mletačkim duhom, stoga su za rad najčešće bili angažirani talijanski slikari, kipari i arhitekti. Kompleks se sastojao od zgrade teatra smještenog na vrhu trga i dvaju jednokatnih bočnih krila koja imaju u prizemlju trijemove na četvrtastim stupovima, dok im je kat rastvoren biforama. Na jugu, prema moru, prostor je bio otvoren. Prokurative su zamišljene kao sklop građevina koje su trebale služiti raznim funkcijama. Zapadno krilo Prokurativa građeno je 1863. – 1867., dvije trećine južnog dijela istočnog krila građene su 1810. – 1811., a završna sjeverna trećina zgrade dovršena je 1928. godine. U produžetku ovog kompleksa izgradio je svoju palaču Bajamonti (kasnije nazvanu Dešković) u neorenesansnom stilu te je obnovio franjevački samostan koji je tada dobio istočno pročelje, također u neorenesansnom stilu.
U znak dovršetka radova na Dioklecijanovom vodovodu i dovođenja pitke vode u grad 1880. godine gradonačelnik Bajamonti je dao izgraditi Monumentalnu fontanu, u puku poznatu pod nazivom „Bajamontuša“. Autor modela fontane bio je Luigi Ceccon, padovanski kipar, a klesarska radionica koja je zaslužna za izvedbu bila je F. Dall’Ara e Comp. Postolje fontane bilo je izvedeno u bračkome kamenu, a sama fontana je izvedena od veroneškoga, a skulpture od kararskoga mramora. Na njenom vrhu bila je postavljena polunaga figura dječaka, visine oko dva metra, koja je u desnoj ruci imala liktorski svežanj, a lijevom rukom je pokazivala prema istoku, odnosno prema budućnosti, napretku Splita. Složeni ikonografski program fontane vjerojatno je osmislio sam Bajamonti, a fontana je često bila motiv razglednica toga vremena. Međutim, za vrijeme talijanske okupacije Dalmacije, 1941. – 43. godine, fašistički okupatori su na njoj držali talijansku i dalmatinsku zastavu  te su je ideološki svojatali, gledajući u liktorskom svežnju na vrhu fontane simbol fašizma - koji je osnovan znatno nakon izrade fontane. Iz navedenih razloga često je pogrešno povezivana s fašističkim pokretom te je na koncu zbog toga, ali dakako i zbog pogrešnoga suda o umjetničkoj kvaliteti fontane, u sklopu jedne radne akcije 1947. godine minirana i srušena od strane komunista. Pokušavajući umanjiti štetu ovog kulturocida tadašnji ravnatelj Galerije umjetnina i slikar Vjeko Parać skupio je pojedine fragmente fontane te ih je kasnije darovao Muzeju grada Splita. Nedugo nakon miniranja, fontanu je zamijenio kružni bazen s vodoskokom Milorada Družeića, a Bajamontuša je pala u zaborav.
Autonomaški načelnik, dr. Ante Bajamonti, bio je dugo moćan protivnik narodnjacima i na sve načine pokušavao je spriječiti pohrvaćenje grada i splitske općine. Ipak, političke malverzacije i sukobi uspjeli su zasjeniti sve prethodne Bajamontije pothvate te je nakon brojnih optužbi za rasipanje gradskog novca, talijanizaciju te manjak dokumentacije o općinskim poslovima i projektima izgubio na izborima. U teškoj i dugotrajnoj borbi, narodnjaci na čelu s Gajom Bulatom uspjeli su na izborima 28. listopada 1882. preuzeti vlast u splitskoj gradskoj općini. Pretpostavlja se da je u tom razdoblju nacionalnog buđenja nastala hrvatska domobljubna pjesma "Marjane, Marjane", koja pjeva odu hrvatstvu simboliziranog kroz hrvatsku zastavu na vrhu Marjana. Simbolika tog vrha kao simbola hrvatstva zadržala se do danas i predstavljala je prkos nenarodnim režimima.
Prvi narodnjački gradonačelnik Splita bio je Dujam Rendić-Miočević. Ipak, Dalmacija do kraja Prvog svjetskog rata zbog podmuklih igara austrijskih vlasti (koje nikad nisu ispoštovale habsburšku krunsku zavjernicu o povratku i ujedinjenju hrvatskih zemalja) nije ujedinjena s ostatkom Hrvatske.
Unatoč velikom lučkom prometu, izgradnja poveznice s kontinentalnom željezničkom mrežom započela je tek 1912., ali je prekinuta zbog izbijanja Prvog svjetskog rata.

## Suvremeno doba

### Kraljevina Jugoslavija
Po svršetku prvog svjetskog rata Dalmacija ulazi u novostvorenu državu (Kraljevina Srba, Hrvata i Slovenaca), koja kasnije postaje Jugoslavija). Grad od tada dijeli sudbinu Hrvatske i Hrvata u njoj.
Od tog trenutka Split je počeo intenzivno rasti te postajati sve važnije kulturno, upravno i gospodarsko središte. Gospodarskom razvitku Splita pridonijelo je, zalaganjem tadašnjeg gradonačelnika dr. Ive Tartaglie, dovršenje željezničke pruge prema Zagrebu (Ličke pruge) godine 1925., ali i činjenica što su važne istočnojadranske luke (Zadar, Rijeka i Trst) bile pripojene Kraljevini Italiji. Brojni Hrvati koji ne žele pod talijansku vlast i žele izbjeći talijaniziranje i tal. vlast, sele, prenoseći svoje glavnice i poduzeća, i u Split. Dok su mirovni pregovori bili u tijeku, postojala je mogućnost da Split padne pod talijansku vlast. Kako su se savezničke vojne vlasti izmjenjivale, tako su dolazile i talijanske. Talijanske provokacije umalo su napravile veliki problem. Naposljetku Split zahvaljujući velikom zalaganju hrvatskih političara nije pao pod Italiju. Uz prethodno navedene uvjete koji su pridonijeli rastu Splita, Split je postao i sjedište velike upravne jedinice, Primorske banovine. Tijekom 1930-ih HSS je znatno ojačao u Splitu. Uoči rata postao je dijelom Banovine Hrvatske. Pokrenuti su projekti i izrađeni planovi daljnjeg rasta Splita. HSS-ova je mreža pridonijela stabilnom rastu Splita i radila na suradnji radnika i poslodavaca.
U međuratnom je razdoblju u Splitu izgrađeno relativno malo javnih objekata modernog arhitektonskog koncepta. Iz tog vremena poznat su zgrada hotela Ambasador, Gusarov dom na Matejušci, zgrada Akvarija na Marjanu, zgrada Osnovne škole Manuš-Dobri i druge.
Godine 1929. Split je postao sjedište velike upravne jedinice, Primorske banovine, što je također utjecalo na njegov daljnji razvoj.

### Drugi svjetski rat i poraće
Za vrijeme Drugog svjetskog rata Split je pod talijanskom, a poslije 1943. pod njemačkom okupacijom. 
U Drugom svjetskom ratu nakon Travanjskog rata i sloma Jugoslavije nakratko je u NDH. Rimskim sporazumima pripao je Italiji u kojoj je sve do pada Italije i poglavnikova raskidanja Rimskih sporazuma čime je pripao NDH. Nakon pada Italije pod nadzorom je partizana, a nakon nekoliko dana ulaze snage Trećeg Reicha i NDH. Dana 3. lipnja 1944. godine Split je teško stradao u savezničkom bombardiranju. Tom prilikom srušeni su cijeli dijelovi grada, a najteže je stradala gradska luka, predgrađe Lučac, područje Pazara i brodogradilište. Srećom, bombardiranje nije izazvalo veće štete u staroj gradskoj jezgri. U NDH je sve do 26. listopada 1944. godine. U listopadu je osovinsku obranu šireg splitskog područja držao 892. puk pješaštva 264. divizije pješaštva Wehrmachta branio, a zapovjedništvo puka nalazilo se u Klisu. Vanjska crta obrane Splita protezala se od Strožanca i Žrnovnice, preko Debelog brda na Mosoru, Dugopolja, Kočinjeg brda (k. 487) i Klisa. 26. listopada 1944. godine dijelovi 12. dalmatinske brigade ušli su u Split, dok su istog dana žestoke borbe za Klis vodile 20. dalmatinska divizija, Mosorski partizanski odred, 3. prekomorska brigada, 10. dalmatinska divizija te partizansko zrakoplovstvo, a osobito su žestoke borbe bile kod Kočinjeg brda.

#### Saveznička bombardiranja
Tijekom Drugog svjetskog rata grad split bio je izložen savezničkim bombardiranjima. Prvih pola godine 1944. nad Splitom i bližom okolicom bilo je 1890 naleta, 640 uzbuna i 21 bombardiranje. Poginulo je preko 450 osoba. Grad je stalno bio pod zračnom uzbunom, a građani su bili u stalnoj napetosti. Osobito su bila teška bombardiranja 3. lipnja 1944. godine. Nerazumnost bombardiranja dokazuje to što od Firula do Meja, od Bačvica do Kopilice, od Poljičke ceste do padina Marjana, malo je koja ulica ostala pošteđena. Potpuno je srušena 121 kuća, teže je oštećeno 217, a lakše 210. Ubijeno je 227 nedužnih civila. Crkva sv. Duje (Dioklecijanov mauzolej) i zvonik pravim su čudom ostali pošteđeni. U isto vrijeme, objekti koji su vojne naravi i za koje je bilo za očekivati da će biti bombardirani, nisu pogođeni: ni jedna bomba nije pogodila tvrđavu Gripe (koja dominira gradom i veoma je uočljiva!) niti neku od zgrada u kojima su se nalazili njemački vojni stožeri: Banovinu, hotel Amabasador, Jadransku banku na Rivi itd. Splićani, mahom prosaveznički orijentirani, bili su rastuženi i ogorčeni. Dok su Splićani proklinjali Saveznike, partizansko ilegalno glasilo NOO Splita (Glas Splita br. 11, od 8. lipnja 1944.) pisalo je kao da je iz neke druge stvarnosti, ni riječju ne osudivši nepotrebnu i sasvim promašenu savezničku akciju. U tom broju glasila pisalo je: "Savezničko bombardiranje Splita imalo je velike koristi za našu oslobodilačku borbu. Okupatorske bande zahvatila je divlja panika, tako da su navrat nanos bježali iz grada. Stvorena je strahovita zbrka u čitavom vojnom i administrativnom aparatu ustaške vlasti u gradu. (...) U jednom trenutku krahirao je sav napor ustaša da u gradu stvore prilike koje bi im konvenirale za nesmetano vršenje njihove protunarodne politike..." Poslije rata, za cijelo vrijeme postojanja socijalističke Jugoslavije, sve do 1990. godine, kritičko pisanje ili govorenje o ovim anglo-američkim razaranjima Splita i ostalih dalmatinskih gradova bila je nepoželjna tema. O ovoj se tabu temi malo govorilo i samo politički podobni jugokomunistički kadrovi smjeli su o tome govoriti. Dan nakon tog velikog razaranja bombardiranjem, 4. lipnja, biskup dr. Kvirin Klement Bonefačić preko apostolskog nuncija u Beču javio je papi Piju XII. da su njemački i ustaški vojnici napustili grad, te ga je zamolio neka se zauzme da bi se Split proglasio otvorenim gradom. Vijesti Radio Londona prenio je 5. lipnja dnevnik Novo doba u kojima se kaže "Napadaj je obavljen na zahtjev maršala Tita."

#### Obračuni s neistomišljenicima
Popis žrtava rata od 1941. do 1945. učinjen je tijekom 1960. godine. Prema tom popisu, od ukupnog broja žrtava na području velike općine Split stradalo je u koncentracijskim logorima i internaciji 333, u zatvorima 101, prilikom deportacija 83, na prisilnom radu 11. Izravnim terorom ubijeno je 849, a u ratnom zarobljeništvu 82 pripadnika NOVJ.
Nakon oslobođenja grada pripadnici pobjedničke komunističke partije okrutno su se obračunavali s uglednim intelektualcima, a HSS-ovci su im osobito bili na meti, jer su bili prethodna demokratski izabrana vlast s većinskom potporom u Splitu. Neki su ubijeni početkom rata (Luka Čulić), a neki pred oslobođenje Splita (Vojko Krstulović), a neki su morali pobjeći (Desimir Jakaša). U Splitu je nakon oslobođenja uspostavljeno nekoliko partizanskih logora koji su egzistirali tijekom preostalih mjeseci rata, ali i nakon Drugog svjetskog rata (1944. – 1946.). Neki od tih logora su tzv. logor Gripe, Rok, te logor Firule (koji je ostao od Talijana), koje je držala OZN-a, te gdje su dovođeni brojni partizanski borci dezerteri, zarobljeni domobrani, ustaški, njemački i talijanski vojnici, te brojni civili. Postojanje tih logora bila je tabu tema za cijelo vrijeme postojanja socijalističke Jugoslavije. Prema svjedočenju msgr. Ivana Bilića iz 2011. godine, na Lovrincu (koji je onda bio kilometrima daleko od grada) se ondje nalaze tri masovne grobnice: "I kad sam povirio iza jednog brijega, a to bi bilo sjeverno od nove zgrade mrtvačnice i istočno od stare gdje je sada uprava... Vidio sam tri masovne grobnice, duge između 120 i 150 metara, široke oko četiri metra, na njima nasuto zemlje oko metar i pol. Tu su nekoć bile podzidane njive. Ondje i danas leže ostaci, moguće i do desetak tisuća ljudi koji su od listopada 1944. pa do polovice 1946. dovođeni iz cijele Dalmacije i ubijeni bez suđenja." Smaknuća građana bila su dijelom plana totalitarista iz redova Partije kojim su htjeli uništiti "klasne neprijatelje" i zastrašiti ostatak stanovništva. Stanovnici su likvidirani bez suđenja, bez ikakvih dokumenata. Lovrinačko stratište primjer je sličnih kakvih je po cijeloj Hrvatskoj, a naloge za bratoubilačka smaknuća davali su sami Hrvati.

##### Prosvjedno skidanje barjaka na Marjanu 1947.
10. travnja 1947. godine na godišnjicu osnutka NDH skupina članova Hrvatskog oslobodilačkog pokreta (Frane Bettini, Ivica Bavčević, Nikola Pensa, Jelka Betica, Vlado Zelinak, Borica Jonić, Ruža Anić, Katica Šanić, Jakov Kirigin, Tomislav Karaman, Vjekoslav Matijević i Frane Tente) skinula je zastavu s crvenom zvijezdom i izvjesila na vrhu Marjana 18 metarski hrvatski barjak.

### Socijalistička Jugoslavija
Nakon završetka rata Split je ponovno vraćen Hrvatskoj, koja je kao federalna jedinica pridružena novoj Jugoslaviji. U Splitu je 14. travnja 1945. godine osnovana prva vlada NR Hrvatske.
Za vrijeme Jugoslavije Split je zabilježio jaki gospodarski razvitak i ubrzanu industrijalizaciju što je utjecalo i na povećanje broja stanovnika i izgradnju novih gradskih četvrti i infrastrukture. Godine 1979. u Splitu su održane Mediteranske igre i za tu prigodu izgrađeni su moderni športski kompleksi (stadion i bazeni na Poljudu i športska dvorana na Gripama) koji i danas služe funkciji.

### Republika Hrvatska
Od 1991. godine grad Split je u sastavu samostalne i suverene Republike Hrvatske. Od 1993. sjedište je Splitsko-dalmatinske županije.

##### Domovinski rat
Početkom Domovinskog rata su velikosrpske snage jutra 15. studenoga 1991. godine napale Split s mora, a noć uoči napada je prethodila izmjena paljbe između hrvatskih postrojba i vojarna JNA i JRM. Malo je poznato da je Split već jednom prije bio napadnut, ali u manjem obujmu. Dne 24. rujna 1991. godine su torpedni čamci JRM ispalili nekoliko granata na Marjan . Dne 18. prosinca 1991. godine tzv. niški specijalci zatočili su u vojnoj luci Lora, koja je još uvijek bila pod kontrolom JNA, 24 hrvatska dragovoljca, radnika Brodosplita, koji su sudjelovali u preuzimanju oduzetog hrvatskog naoružanja. Prema Žitničkom sporazumu, JNA je trebala vratiti oružje koje je u svibnju 1990. oduzela hrvatskoj Teritorijalnoj obrani. Uslijedilo je zlostavljanje hrvatskih zarobljenika, koji su pušteni tek ujutro 19. prosinca. U Splitu je sjedište imala 4. gardijska brigada Hrvatske vojske "Pauci".